# Кінгстон (Массачусетс)
Кінгстон (англ. Kingston) — місто (англ. town) в США, в окрузі Плімут штату Массачусетс. Населення — 13 708 осіб (2020).

## Демографія
Згідно з переписом 2010 року, у місті мешкало 12 629 осіб у 4665 домогосподарствах у складі 3292 родин. Було 5010 помешкань
Расовий склад населення:
| - 96,1 % — білих - 1,1 % — чорних або афроамериканців - 0,9 % — азіатів - 0,1 % — корінних американців |

До двох чи більше рас належало 1,3 %. Частка іспаномовних становила 1,1 % від усіх жителів.
За віковим діапазоном населення розподілялося таким чином: 25,3 % — особи молодші 18 років, 59,6 % — особи у віці 18—64 років, 15,1 % — особи у віці 65 років та старші. Медіана віку мешканця становила 42,3 року. На 100 осіб жіночої статі у місті припадало 91,7 чоловіків;  на 100 жінок у віці від 18 років та старших — 88,2 чоловіків також старших 18 років.
Середній дохід на одне домашнє господарство  становив 101 968 доларів США (медіана — 89 796), а середній дохід на одну сім'ю — 117 594 долари (медіана — 114 798). Медіана доходів становила 73 101 долар для чоловіків та 53 125 доларів для жінок. За межею бідності перебувало 6,6 % осіб, у тому числі 5,9 % дітей у віці до 18 років та 10,8 % осіб у віці 65 років та старших.
Цивільне працевлаштоване населення становило 6956 осіб. Основні галузі зайнятості: освіта, охорона здоров'я та соціальна допомога — 25,9 %, мистецтво, розваги та відпочинок — 12,4 %, будівництво — 10,1 %, науковці, спеціалісти, менеджери — 9,6 %.